# Carl Emil Diezel

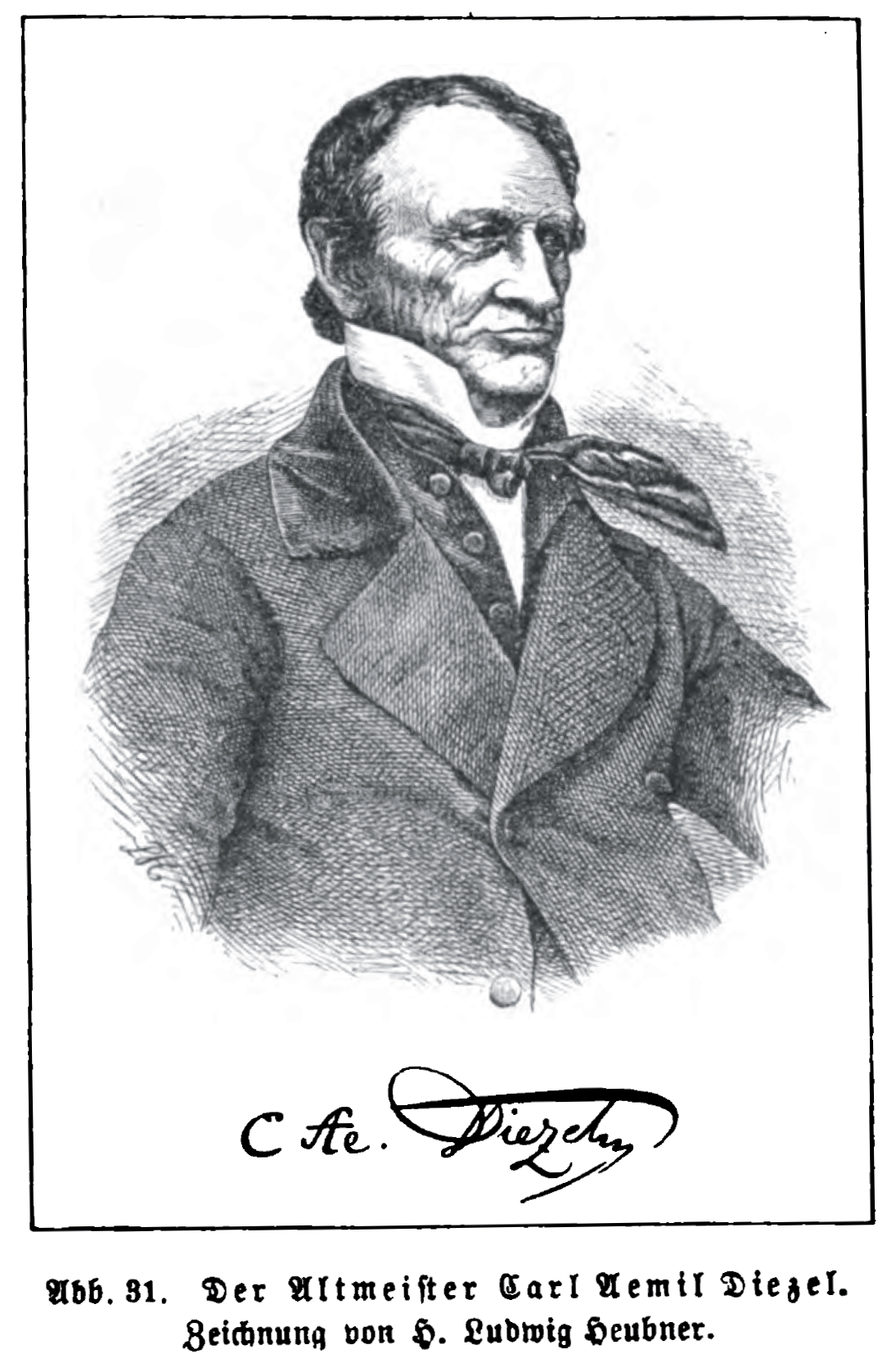
Carl Emil Diezel

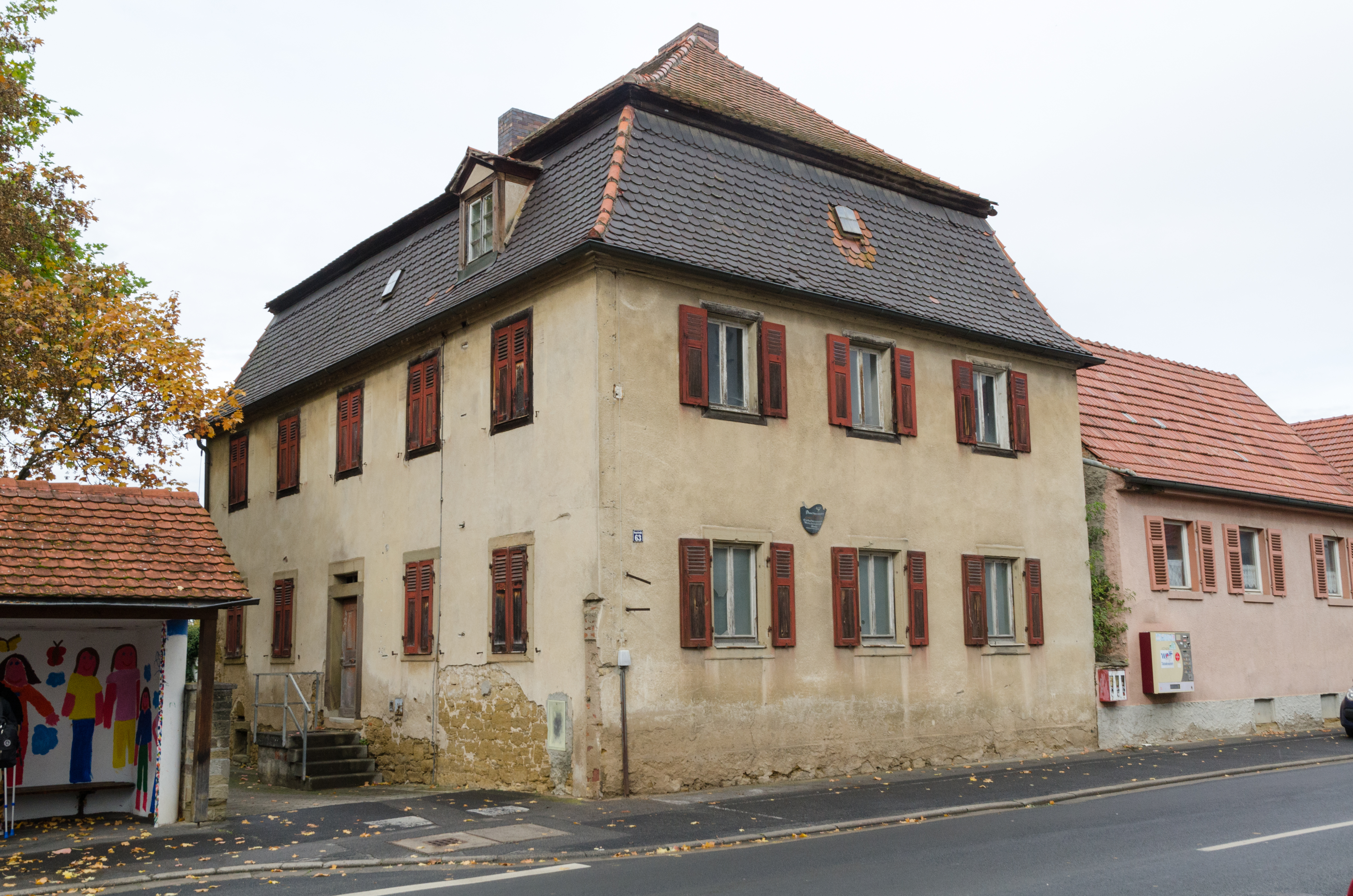
Forsthaus in Röthlein

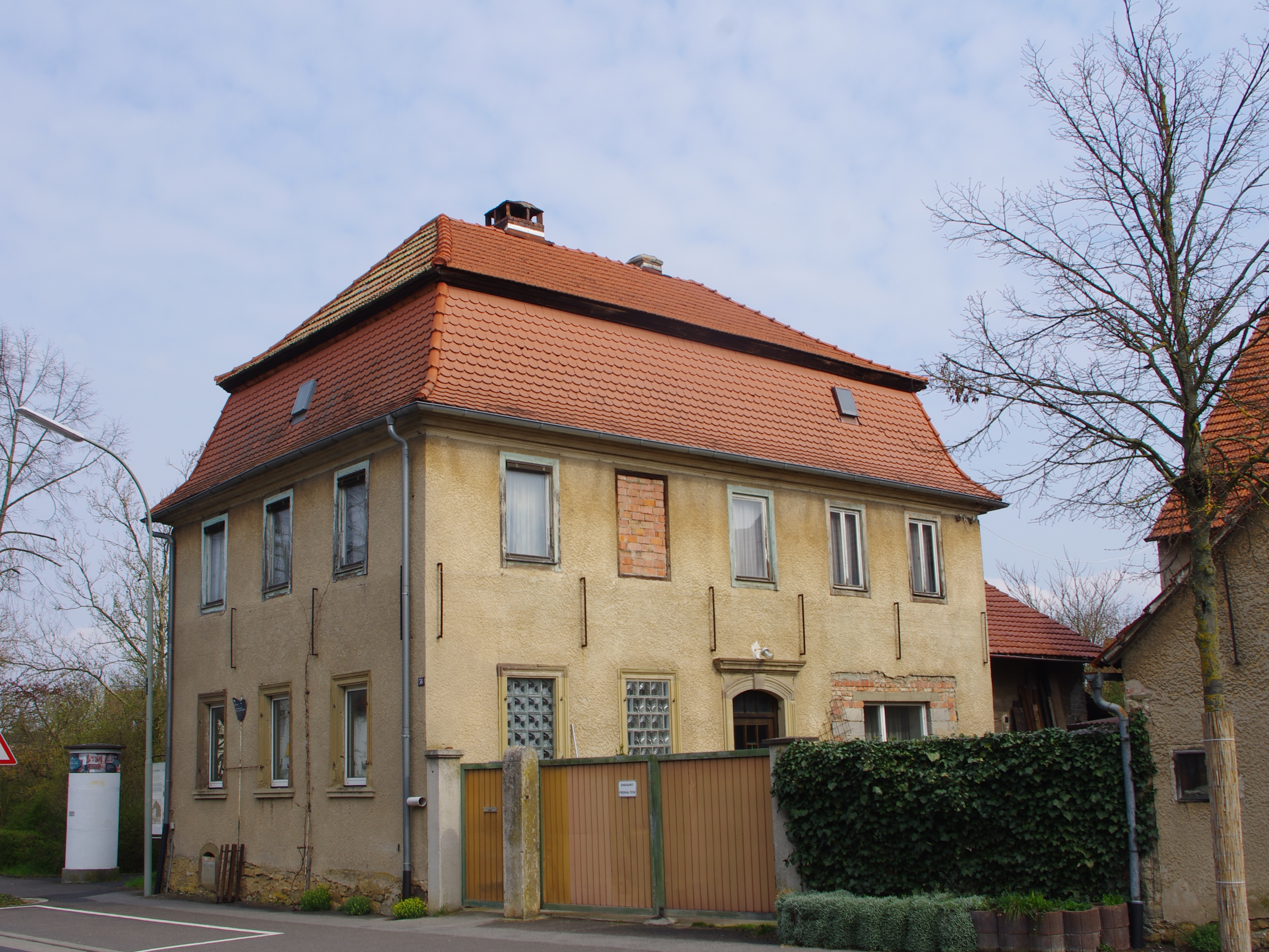
Amtshaus in Schwebheim

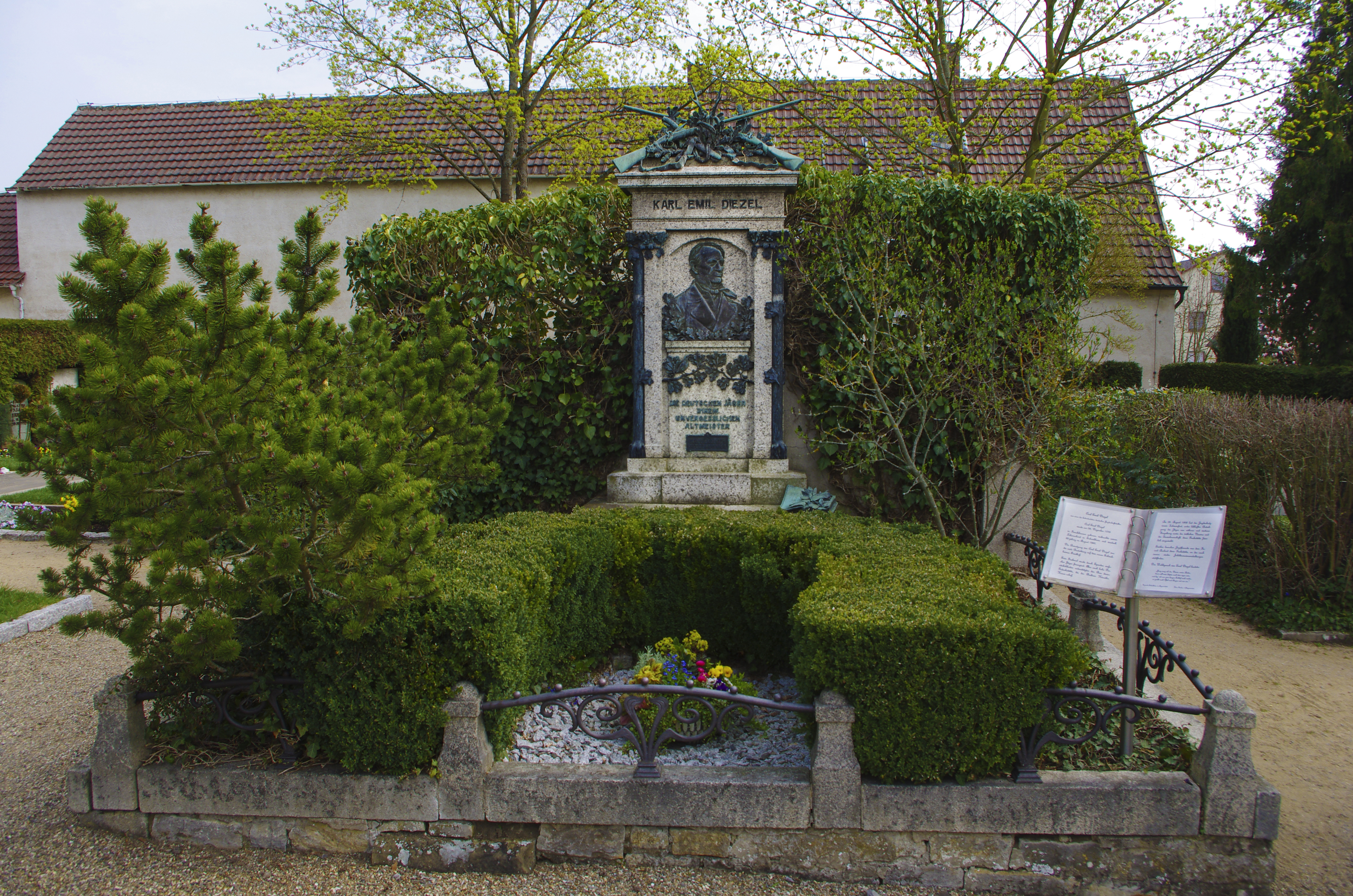
Grabdenkmal auf dem Schwebheimer Friedhof

Carl Emil Diezel (* 8. Dezember 1779 in Irmelshausen an der Milz; † 23. August 1860 in Schwebheim) war ein deutscher Forstmann, Jäger, Philosoph, Musiker und Schriftsteller.

## Leben
Diezel kam als Sohn des evangelischen Geistlichen Johann Gottlieb Friedrich Diezel und seiner Frau Louise Carolina Sophia (geb. von Heldrit) zur Welt. Bereits in seiner Jugend interessierte er sich für Naturwissenschaften, Sprachen und Musik, seine Leidenschaft galt jedoch der Jagd. Nach dem Besuch der Gymnasien von Schleusingen und Coburg studierte er in Jena und Leipzig. Ab 1806 wurde er Lehrer für Sprachen und Fechtkunst am Cotta’schen Privatforstinstitut in Zillbach und nach bestandenem Examen 1809 fürstbischöflicher Forstinspektor und Staatsrevierförster in Würzburg. Nach seiner Versetzung 1826 nach Kleinwallstadt blieb er bis zu seinem Ruhestand 1853 königlich bayerischer Revierförster, ehe er im März 1858 nach Grafenrheinfeld und im September 1858 nach Schwebheim zog.
Er heiratete 1813 in Röthlein, wo er auch Revierförster war und hatte vier Töchter, von denen ihn zwei, sowie sieben Enkel überlebten. Tochter Marie, verheiratet mit Revierförster August Völker in Binsfeld, starb bereits am 7. März 1860 mit 36 Jahren.
Der Tod ereilte den vitalen Diezel rasch. Nachdem er sich nach einer Hühnerjagd am Tag zuvor etwas erkältet fühlte und morgens eine leichte Ohnmacht hatte, ordnete er seine Verhältnisse, beichtete und verschied um 11.30 Uhr bei vollem Bewusstsein. Am 26. August 1860 war dies die erste Bestattung auf dem an diesem Tage neu eingeweihten Schwebheimer Friedhof. Ein späteres Denkmal des Berliner Künstlers Kaup wurde aus Spenden von Jägern finanziert und am 20. August 1905 auf dem Friedhof eingeweiht, nachdem die alte Grabstelle nahezu verschwunden war.
Sein Wirken und vor allem sein 1849 erschienenes Standardwerk Erfahrungen auf dem Gebiet der Niederjagd setzten Maßstäbe und prägten das deutsche Waidwerk bis heute.
Diezel war Mitglied zahlreicher Vereinigungen, unter anderem im „naturforschenden Verein“ zu Altenburg, Augsburg, Bamberg, Berlin, Karlsruhe, Frankfurt am Main, Hanau, Marburg, München, Nürnberg und Regensburg. Mitglied der Gesellschaft deutscher Ornithologen und Ritter des St. Michaels-Ordens. Ihm zu Ehren wurden Straßen benannt, ein Wasserfall in Oberbayern („Diezelfall“) und eine Art erhielt den Namen „Coryphocera Diezelii“. Diezel selbst nahm diese Ehrungen eher spöttisch, indem er mitunter mit „cognomine Coryphocerus“ unterzeichnete.
Die Häuser Hauptstraße 63 in Röhlein (ehemaliges Forsthaus) und Hauptstraße 56 in Schwebheim (ehemaliges Amtshaus), in denen er zeitweilig lebte, sowie sein Grabdenkmal in Schwebheim sind als Baudenkmäler registriert.

## Werke

### Musik
- Text: Auf, Brüder, ins Freie, zu einer Melodie von etwa 1650, veröffentlicht in Jagd- und Waldlieder, 1901.
- Text: Frisch auf, Kameraden, die Meute bellt zur Melodie und wenn sich der Schwarm verlaufen hat, veröffentlicht in Jagd- und Waldlieder, 1901 sowie in Deutscher Liederschatz, Band 2, 1988.
- Text: Der Jäger an den Winter zu einer Melodie von Carl Michael Bellman, veröffentlicht in Musik und Jägerei, 1937:

Der Jäger an den Winter

Willkommen mir, geliebter Winter!
Du, den so mancher Weichling schilt,
ich liebe dich und deine Kinder,
in Schnee und Silber eingehüllt.
Wie lacht so schön die weite Fläche,
bedeckt von silberfarbnem Eis!
Wie dampfen Flüsse dort und Bäche!
Wie glänzt der Wald von Düften weiß!
Der Städter fürchtet deine Flocken,
ihn reizet Forst und Flur nicht mehr;
dem Weidmann puderst du die Locken,
und fröhlich schreitet er daher!
Er sehnt sich, auch wenn´s stürmt, ins Freie,
die Jagdlust läßt ihm keine Ruh´.
Bald lacht ihm eine lange Reihe
von Winterbälgen freundlich zu.